# 濉溪路
濉溪路，安徽省合肥市的一条东西向干道，得名自濉溪县。道路东起站西路，经合肥城北多条主干道后汇入四里河立交桥，目前全路并入北一环路。沿路有安徽轻工商城、合肥香格里拉大酒店、合肥市长江路第二小学栢景湾校区、中国计算机函授学院、安徽中澳科技职业学院、商鼎公园等。

## 轨道交通
- █ 5号线：白水坝站
- █ 8号线：双岗站（规划）